# مسجد حاج نبی
مسجد حاج نبی مربوط به دوره قاجار است و در شهرستان گرمسار، بخش ایوانکی، شهر ایوانکی، ضلع جنوبی خیابان اصلی شهر، کوچه شهید غلامرضا ایوانکی واقع شده و این اثر در تاریخ ۲۶ اسفند ۱۳۸۷ با شمارهٔ ثبت ۲۶۰۴۶ به‌عنوان یکی از آثار ملی ایران به ثبت رسیده است.